# パトリシア・A・マキリップ
パトリシア・A・マキリップ（Patricia Ann McKillip、1948年2月29日 - 2022年5月6日）は、アメリカ合衆国オレゴン州セイラム生まれの小説家、ファンタジー作家、SF作家。
オレゴン州のサン・ホセ州立大学卒業。14歳から執筆を開始。

## 邦訳リスト
- 妖女サイベルの呼び声 (The Forgotten Beasts of Eld, 1974)、1975年世界幻想文学大賞受賞

- イルスの竪琴 (Riddle-Master) シリーズ
  - 星を帯びし者 (The Riddle-Master of Hed, 1976)
  - 海と炎の娘 (Heir of Sea and Fire, 1977)
  - 風の竪琴弾き (Harpist in the Wind, 1979)、1980年ローカス賞 ファンタジイ長篇部門受賞

- Kyreol シリーズ
  - ムーンフラッシュ (Moon-Flash, 1984)
  - ムーンドリーム (The Moon and the Face, 1985)

- Cygnet シリーズ
  - 女魔法使いと白鳥のひな (The Sorceress and the Cygnet,1991)
  - 白鳥のひなと火の鳥 (The Cygnet and the Firebird,1993)

- チェンジリング・シー (The Changeling Sea, 1988)

- アトリックス・ウルフの呪文書 (The Book of Atrix Wolfe,1995)

- 冬の薔薇 (Winter Rose, 1996)

- バジリスクの魔法の歌 (Song for the Basilisk, 1998)

- 影のオンブリア (Ombria in Shadow, 2002)、2003年世界幻想文学大賞受賞

- 茨文字の魔法 (Alphabet of Thorn, 2004)

- オドの魔法学校 (Od Magic, 2005)

- ホアズブレスの龍追い人 (Harrowing the Dragon, 2005)

- 夏至の森 (Solstice Wood,2006)、2007年ミソピーイク賞受賞